# کریستیان دورمر
کریستیان دورمر (آلمانی: Christian Doermer؛ زادهٔ ۵ ژوئیهٔ ۱۹۳۵) بازیگر اهل آلمان است.
از فیلم‌ها یا برنامه‌های تلویزیونی که وی در آن نقش داشته‌است، می‌توان به عشق در بیست‌سالگی اشاره کرد.